# Pologne au Concours Eurovision de la chanson 2024
La Pologne est l'un des trente-sept pays participants au Concours Eurovision de la chanson 2024 qui se déroule à Malmö en Suède. Le pays est représenté par Luna avec sa chanson The Tower. Le pays ne parvient pas à se qualifier pour la finale, terminant à la 12e position de sa demi-finale avec 35 points.

## Sélection interne
Le diffuseur polonais TVP confirme sa participation à l'Eurovision 2024 le 20 septembre 2023. Il confirme le 9 janvier 2024 que le représentant polonais serait sélectionné en interne et ouvre une période de candidatures pour les artistes intéressés, qui a duré jusqu'au 2 février. Les candidats devaient avoir la nationalité polonaise pour que leur candidature soit prise en compte.
Au terme de cette période de soumission, TVP annonce avoir reçu 212 candidatures, parmi lesquelles celles d'Edyta Górniak  et de Justyna Steczkowska — qui ont toutes deux déjà représenté la Pologne, en 1994  et 1995 respectivement —,. Un comité de sélection composé de cinq membres est chargé de sélectionner le représentant. Chaque juré attribue une note de 1 à 10 à ses dix candidatures préférées. La chanson ayant obtenu le total le plus élevée est désignée comme représentante de la Pologne. Le comité est composé de : Łukasz Pieter, Michał Hanczak, Kasia Moś, Konrad Szczęsny et Piotr Klatt.
Le 19 février 2024, lors de l'émission matinale Pytanie na śniadanie, Luna est annoncée comme représentante de la Pologne avec sa  chanson The Tower. TVP publie deux jours plus tard les résultats détaillés de la sélection.
| Liste des participants sélectionnés par le comité | Liste des participants sélectionnés par le comité |
| Artiste                                           | Chanson                                           |
| ------------------------------------------------- | ------------------------------------------------- |
| Bryska                                            | Obca                                              |
| Edyta Górniak                                     | I Remember                                        |
| Izabela Zabielska                                 | Nowhere to Go                                     |
| Izdeb                                             | Duch                                              |
| Happy Prince                                      | Insatiable                                        |
| Justyna Steczkowska                               | Witch-er-Tarohoro                                 |
| Karolina Wielgus                                  | Kwiatuszek                                        |
| L.U.C. , Kayah, Dagadana et RBFO                  | Jesień – tańcuj                                   |
| Koko Die                                          | If I Could                                        |
| Krystian Embradora                                | Rebel                                             |
| Krystyna Prońko                                   | Tempus Fugit                                      |
| Kuba i kuba                                       | Światło                                           |
| Luna                                              | The Tower                                         |
| Maciej Musiałowski                                | Daj mi jakiś znak                                 |
| Marcin Maciejczak                                 | Midnight Dreamer                                  |
| My Friend Casino                                  | Enslave                                           |
| Natasza                                           | Who We Are                                        |
| Nita                                              | Thunder                                           |
| Pan Savyan                                        | W kolorku amaretto                                |
| Paulina Wróblewska                                | Dni                                               |
| Piotr Odoszewski                                  | Dzień noc                                         |
| Sargis Davtyan                                    | Balcony of Our Love                               |
| Sasi et Blascello                                 | Karma                                             |

- Vainqueur

| Artiste                         | Chanson             | K. Moś | K. Szczęsny | Ł. Pieter | M. Hanczak | P. Klatt | Points | Place |
| ------------------------------- | ------------------- | ------ | ----------- | --------- | ---------- | -------- | ------ | ----- |
| Luna                            | The Tower           | –      | 5           | 10        | 9          | 10       | 34     | 1     |
| Justyna Steczkowska             | Witch-er Tarohoro   | 4      | 10          | 9         | 10         | –        | 33     | 2     |
| L.U.C., Kayah, Dagadana et RBFO | Jesień – tańcuj     | 7      | 3           | 6         | 6          | 1        | 23     | 3     |
| Marcin Maciejczak               | Midnight Dreamer    | –      | 9           | 3         | 7          | 4        | 23     | 3     |
| Natasza                         | Who We Are          | 2      | 8           | 7         | 5          | –        | 22     | 5     |
| Nita                            | Thunder             | –      | 1           | 8         | 8          | 2        | 19     | 6     |
| Bryska                          | Obca                | –      | –           | 2         | 2          | 9        | 13     | 7     |
| Sasi et Blascello               | Karma               | –      | 7           | –         | 4          | –        | 11     | 8     |
| Maciej Musiałowski              | Daj mi jakiś znak   | 10     | –           | –         | –          | –        | 10     | 9     |
| Karolina Wielgus                | Kwiatuszek          | 9      | –           | –         | –          | –        | 9      | 10    |
| Harry Prince                    | Insatiable          | 8      | –           | –         | –          | –        | 8      | 11    |
| Izabela Zabielska               | Nowhere to Go       | –      | –           | –         | 1          | 7        | 8      | 11    |
| Izdeb                           | Duch                | 3      | –           | 5         | –          | –        | 8      | 11    |
| Krystyna Prońko                 | Tempus Fugit        | –      | 2           | –         | –          | 6        | 8      | 11    |
| My Friend Casino                | Enslave             | –      | –           | –         | –          | 8        | 8      | 11    |
| Krystian Embradora              | Rebel               | –      | 6           | –         | –          | –        | 6      | 16    |
| Paulina Wróblewska              | Dni                 | 6      | –           | –         | –          | –        | 6      | 16    |
| Edyta Górniak                   | I Remember          | –      | –           | –         | –          | 5        | 5      | 18    |
| Koki Die                        | If I Could          | 5      | –           | –         | –          | –        | 5      | 18    |
| Pan Savyan                      | W kolorku amaretto  | –      | 4           | 1         | –          | –        | 5      | 18    |
| Kuba i Kuba                     | Światło             | 1      | –           | –         | –          | 3        | 4      | 21    |
| Piotr Odoszewski                | Dzień noc           | –      | –           | 4         | –          | –        | 4      | 21    |
| Sargis Davtyan                  | Balcony of Our Love | –      | –           | –         | 3          | –        | 3      | 23    |

Au terme de cette sélection interne, c'est donc Luna et sa chanson The Tower  qui ont obtenus le plus de points et qui sont sélectionnées pour représenter la Pologne au Concours Eurovision de la chanson 2024.

## À l'Eurovision
Lors du tirage au sort des demi-finales effectué le 30 janvier 2024, la Pologne a été répartie dans la première moitié de la première demi-finale qui se déroule le 7 mai 2024 et à laquelle vote l'Allemagne, le Royaume-Uni et la Suède ainsi que le « reste du monde ». Le pays ne réussit pas à sa qualifier lors de cette demi-finale, en terminant 12e, avec 35 points. 

### Points attribués par la Pologne

#### Première demi-finale
| 12 points | Ukraine     |
| 10 points | Croatie     |
| 8 points  | Irlande     |
| 7 points  | Lituanie    |
| 6 points  | Luxembourg  |
| 5 points  | Finlande    |
| 4 points  | Slovénie    |
| 3 points  | Portugal    |
| 2 points  | Australie   |
| 1 point   | Azerbaïdjan |

#### Finale[10]
| 12 points | Suisse    |
| 10 points | Ukraine   |
| 8 points  | Croatie   |
| 7 points  | Italie    |
| 6 points  | Portugal  |
| 5 points  | Suède     |
| 4 points  | Allemagne |
| 3 points  | France    |
| 2 points  | Lettonie  |
| 1 point   | Irlande   |

| 12 points | Ukraine  |
| 10 points | Croatie  |
| 8 points  | Suisse   |
| 7 points  | France   |
| 6 points  | Irlande  |
| 5 points  | Israël   |
| 4 points  | Italie   |
| 3 points  | Lituanie |
| 2 points  | Suède    |
| 1 point   | Finlande |

### Points attribués à la Pologne
| Score     | Télévote           |
| --------- | ------------------ |
| 12 points |                    |
| 10 points |                    |
| 8 points  | Islande            |
| 7 points  | Irlande            |
| 6 points  | Royaume-Uni        |
| 5 points  |                    |
| 4 points  | Lituanie           |
| 3 points  | Suède Ukraine      |
| 2 points  | Allemagne          |
| 1 point   | Australie Slovénie |